# Damaia
Damaia ist eine ehemalige Gemeinde (Freguesia) im Kreis (Concelho) von Amadora im Großraum der portugiesischen Hauptstadt Lissabon. In ihr leben 20.945 Einwohner (Stand 30. Juni 2011).
Im Vorfeld zur Gebietsreform 2013 wurde die Gemeinde mit dem südlichen Teil von Reboleira und dem nördlichen Teil von Buraca zur neuen Gemeinde Águas Livres zusammengefasst.
Der Haltepunkt Santa Cruz-Damaia der S-Bahn-ähnlichen Bahnlinie Linha de Sintra verbindet Damaia mit dem Schienennetz.